# Demetrius von Montferrat
Demetrius von Montferrat (* 1205 in Thessaloniki; † 1230 in Amalfi) war von 1205 bis 1224 ein König von Thessaloniki.

## Leben
Demetrius war der Sohn von Bonifatius I. von Montferrat, dem Anführer des Vierten Kreuzzuges, und der Margarete von Ungarn, einer Tochter König Bélas III. von Ungarn und Witwe des byzantinischen Kaisers Isaak II. Angelos. Er folgte seinem Vater 1207 als König von Thessaloniki. Die Regentschaft hatte zuerst seine Mutter inne, sie konnte sich jedoch nicht gegen den lokalen Adel durchsetzen und wurde von Uberto di Biandrate verdrängt. Der lateinische Kaiser Heinrich setzte Margarethe wieder als Regentin ein und ließ Demetrius am 6. Januar 1209 zum König krönen. Die Krönung wurde später von Papst Innozenz III. bestätigt. Auf Margarete folgte von 1210 bis 1216 Heinrichs Bruder Eustach von Flandern als Regent. Theodoros I. Angelos der Despot von Epirus eroberte sukzessive das Königreich Thessaloniki, woraufhin Demetrius 1222 nach Italien floh. Zwei Jahre später eroberte Theodoros die Stadt Thessaloniki, dies war das Ende des Königreiches.
Demetrius schloss sich in Italien dem Gefolge Kaiser Friedrichs II. an und begleitete ihn 1228 auf dessen Kreuzzug in das heilige Land. Vermutlich hatte er in Limassol Einfluss auf das Ehearrangement seiner Nichte Alix und König Heinrichs I. von Zypern genommen. Im Jahr 1230 wurde er bei der Unterzeichnung des Vertrags von San Germano zwischen dem Kaiser und dem Papst genannt. Er ist noch im selben Jahr in Amalfi gestorben.